# Polystichum moorei
Polystichum moorei är en träjonväxtart som beskrevs av Christ. Polystichum moorei ingår i släktet Polystichum och familjen Dryopteridaceae. Inga underarter finns listade.